# Комарники (гміна)
Ґміна Комарнікі — колишня (1934–1939 рр.) сільська ґміна Турківського повіту Львівського воєводства Польської республіки. Центром ґміни було село Комарники.
Ґміну Комарнікі було утворено 1 серпня 1934 р. у межах адміністративної реформи в II Речі Посполитій із дотогочасної сільської ґміни Комарники.
Гміна ліквідована в 1940 р. у зв’язку з утворенням Боринського району.